# Gemeine Halmfliege

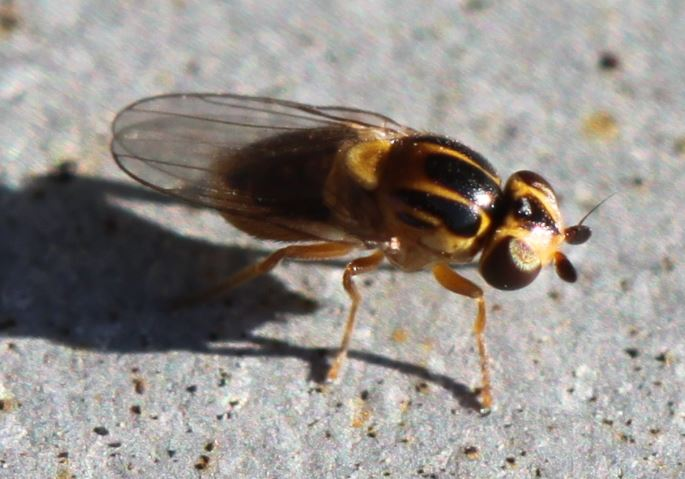

Die Gemeine Halmfliege, oder auch Gemeine Rasenhalmfliege, (Thaumatomyia notata) ist ein Zweiflügler aus der Familie der Halmfliegen (Chloropidae).

## Merkmale
Die Gemeine Halmfliege ist 2–3 mm lang. Es gibt ähnliche Arten sowohl in derselben Gattung als auch in der Gattung Chlorops wie beispielsweise die Gelbe Weizenhalmfliege (Chlorops pumilionis). Im Gegensatz zu letzteren ist das Scutellum (Schildchen) bei Thaumatomyia flach. Die Grundfarbe der Fliegen ist gelb. Auf der Stirn befindet sich meist ein großer vorne spitz zulaufender dunkler Fleck, diese Färbung ist allerdings variabel und kann auch manchmal fehlen. Das erste Glied der Antennengeißel ist fast kugelig und schwarz gefärbt. Die Fliegen weisen einen breiten gelben Rand um die Augen auf. Über das Mesonotum verlaufen drei dicke und seitlich davon noch zwei schmalere, also insgesamt fünf dunkle Längsbänder. Das Scutellum ist gelb. Die Halteren sind weiß. Über den Hinterleib verlaufen auf der Dorsalseite breite dunkle Querbänder. Die Beine sind überwiegend gelb gefärbt.
Die Art kann von anderen europäischen Vertretern der Gattung vor allem an den schmalen Genae (Wangen oder Backen) unterschieden werden. Diese sind niemals mehr als halb so breit wie die Länge des ersten Segments der Antennengeißel. Charakteristisch für die Männchen sind zwei gelbe, ausstülpbare Bläschen im Hinterleib, die ein Pheromon bei der Paarung abgeben.

## Verbreitung
Die Gemeine Halmfliege kommt in der Paläarktis, in der Afrotropis sowie in der Orientalis vor. Sie ist in Europa weit verbreitet. Nach Norden reicht ihr Vorkommen bis in etwa zum 66. Breitengrad, nach Osten bis nach Japan. Thaumatomyia notata ist im gesamten Mittelmeerraum, auf den Kanarischen Inseln sowie auf den Azoren vertreten.

## Lebensweise
Die Fliegen beobachtet man von Mai bis September. Gelegentlich erscheinen die Fliegen schon im Februar. Es kommt immer wieder zu Masseneinflügen von Thaumatomyia notata. Die Fliegen ernähren sich von Nektar und Honigtau, sie nehmen außerdem das Wehrsekret der Larven des Erlenblattkäfers als Nahrung auf; oft findet man sie an Efeublüten oder mit Honigtau überzogenen Lindenblättern. Die Art bildet mindestens 2 Generationen im Jahr. Die Larven ernähren sich räuberisch von Blatt- und Wurzelläusen, insbesondere von Pemphigus bursarius. Die Verpuppung findet im Erdboden statt, wo ein Teil der Art auch überwintert. Im Herbst suchen die Fliegen an Gebäuden nach Überwinterungsquartieren.

## Massenauftreten an Gebäuden
Die Art ist auffallend durch gelegentlich auftretende Masseneinflüge in Gebäude. Dabei treten an sonnigen Tagen im Spätsommer oder Frühherbst, teilweise auch im Frühjahr, wolkenartige Schwärme von Millionen der kleinen Fliegen auf, die gezielt, meist höhere, Gebäude anfliegen. Sie dringen durch kleinste Ritzen und Spalten ins Gebäudeinnere vor, wo sie für die Bewohner sehr lästig werden können. Durch abgegebenen Kot werden die Wände verschmutzt, Glasscheiben können nach einiger Zeit wie Milchglas aussehen. Die Schwärme treten über längere Zeit, immer wieder an denselben Stellen auf. Zahlreiche der kleinen Fliegen sterben sehr bald ab, die meisten suchen aber enge Ritzen und Hohlräume auf, in denen sie überwintern. Durch die Fliegen kann es, neben der Belästigung (eingestuft als Lästling), zu wirtschaftlichen und hygienischen Problemen kommen, besonders in Krankenhäusern und öffentlichen Gebäuden mit Publikumsverkehr. Derartige Massenanflüge sind seit vielen Jahrzehnten beschrieben, sie scheinen aber in den letzten Jahren merklich häufiger zu werden. Der biologische Hintergrund der Aggregationen und Massenflüge ist bis heute unverstanden.
Nach einer Auswertung der russischen Forscherin Emilia P. Narchuk, die die gesamte Literatur zur Art gesichtet hat, besteht bei den Jahren mit Massenauftreten eine Periodizität von etwa 11 Jahren, ein Zusammenhang zum 11-jährigen Sonnenfleckenzyklus ist möglich, wenn auch die Details dahinter unverstanden sind. Einige Autoren geben Massenauftreten insbesondere in warmen und sonnigen Jahren an. Obwohl die Art in der gesamten Paläarktis, bis nach Ostasien, auftritt, sind Massenanflüge in Häuser nur aus Europa bekannt geworden.

## Taxonomie
In der Literatur finden sich folgende Synonyme:
- Chlorops notata Meigen, 1830